# Носток

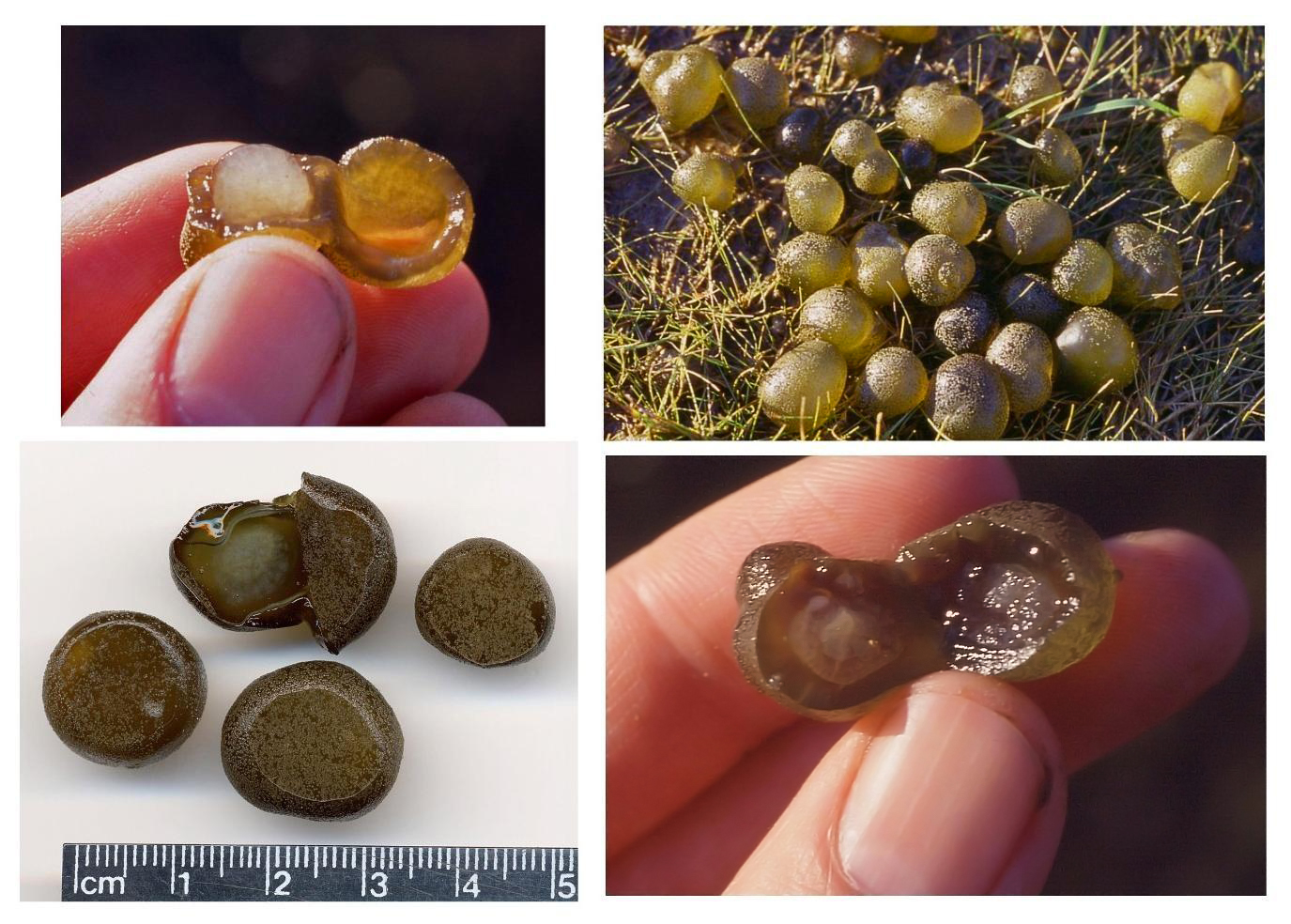
Nostoc pruniforme

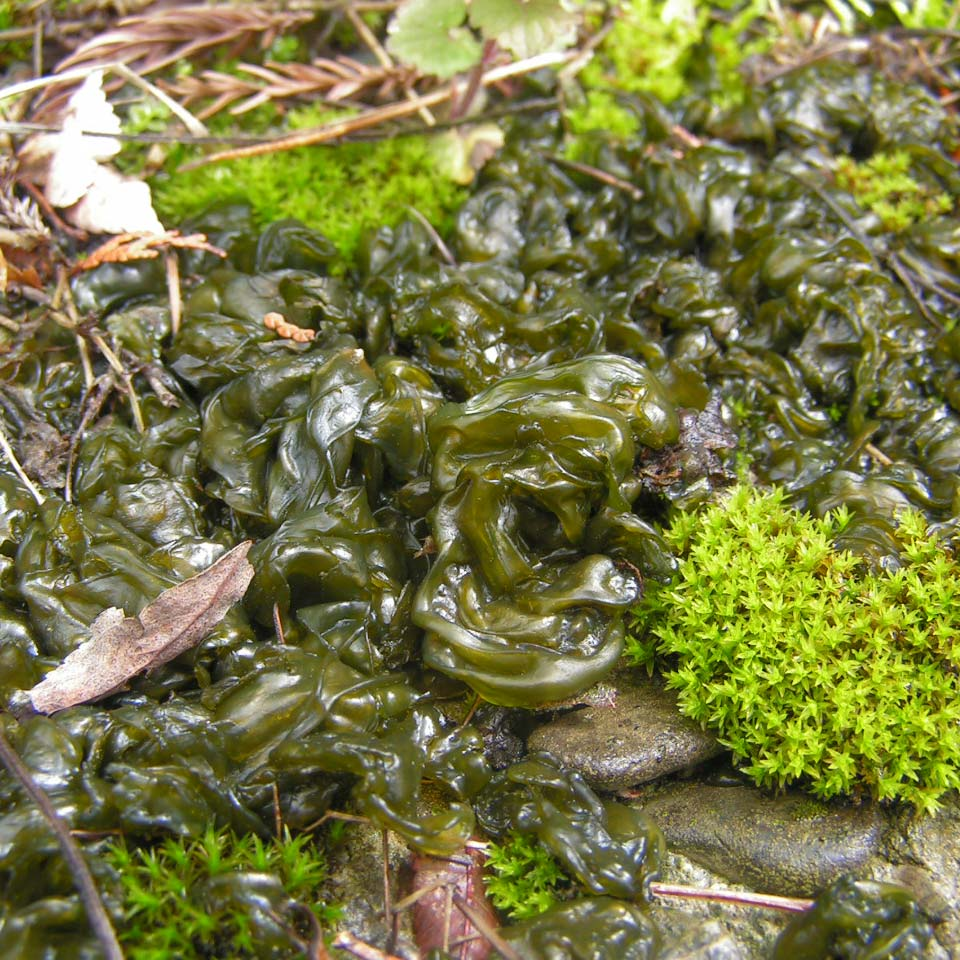
Nostoc commune

Носток (Nostoc) — рід ціанобактерій, що формують ланцюжкові колонії.

## Назва
Назву роду дав Теофраст Парацельс

## Будова
Бактерії містять фотосинтезуючий пігмент у цитоплазмі. Формують ланцюжки колоній. Колонії ностока бувають різних розмірів — від мікроскопічно малих до великих (розміром з горошину або сливу), іноді мають вигляд «плескачиків» до 30 см у діаметрі, округлої або еліпсоподібної форми. Слизисті або драглисті піхви мішкоподібні, дуже набухлі і зливаються в загальну слизову масу. У ній містяться ламелярно-зігнуті, покручені нитки, утворені, в основному, однаковими за розмірами клітинами. Більші за розмірами клітини з двоконтурною оболонкою — гетероцисти. По цих клітинах здебільшого розриваються нитки на гормогонії. Буває і спороутворення, при якому багато клітин, або всі вегетативні клітини перетворюються на спори, що трохи відрізняються від них формою і розміром.

## Життєвий цикл
Земляні бактерії після дощу формують желеподібну масу, видиму неозброєним оком.

## Поширення та середовище існування
Бактерії знайдені у землі, мокрому камінні, на дні водойм (солоних і прісних) та у симбіозі з рослинами роду Gunnera, антоцеротовидними мохами та лишайниками Leptogium imbricatum, Leptogium schraderi.

## Практичне використання
Nostoc flagelliforme та Nostoc commune вживають у їжу в Китаї, Японії та Яві.